# Andreas Langer (Nordischer Kombinierer, 1956)
Andreas Langer (* 13. Oktober 1956 in Mildenau) ist ein ehemaliger deutscher Nordischer Kombinierer.

## Werdegang
Langer wurde bei den DDR-Skimeisterschaften 1977 in Oberwiesenthal Fünfter der Kombination und startete ab 1978 im Weltcup der Nordischen Kombination. Zuvor hatte er bereits bei den Nordischen Skiweltmeisterschaften 1978 in Lahti als Vierter nur knapp eine Medaille verpasst. Bei den DDR-Skimeisterschaften 1979 gewann er Bronze.
Seinen einzigen Weltcupsieg und auch seine einzige Podiumsplatzierung erreichte er am 29. Dezember 1983 im Einzel von Oberwiesenthal. In der Gesamtwertung der Saison 1983/84 erreichte er Rang 12. Bei den Olympischen Winterspielen 1984 in Sarajevo belegte er im Einzel der Kombination den 16. Platz. Zuvor hatte er bei den DDR-Skimeisterschaften 1984 die Silbermedaille gewonnen.